# Saint-Marin aux Jeux olympiques d'hiver de 2018
La participation de Saint-Marin est attendue aux Jeux olympiques d'hiver de 2018 à Pyeongchang en Corée du Sud. C'est la dixième participation aux Jeux olympiques d'hiver de ce micro-État européen, qui n'a manqué que deux éditions des Jeux depuis ses débuts en 1976.
Toujours représenté par de très petites délégations (entre un et cinq athlètes), le pays n'y a encore jamais remporté de médaille.

## Participation
Aux Jeux olympiques d'hiver de 2018, les athlètes de l'équipe de Saint-Marin participent aux épreuves suivantes : 
| Sport     | Hommes | Femmes | Total |
| --------- | ------ | ------ | ----- |
| Ski alpin | 1      | 0      | 1     |
| Total     | 1      | 0      | 1     |

## Athlètes et résultats

### Ski alpin
Alessandro Mariotti est qualifié pour les épreuves du slalom et du slalom géant.